# Essarts-en-Bocage
Essarts-en-Bocage – gmina we Francji, w regionie Kraj Loary, w departamencie Wandea. W 2013 roku liczba ludności wynosiła 8460 mieszkańców.
Gmina została utworzona 1 stycznia 2016 roku z połączenia czterech ówczesnych gmin: Boulogne, Les Essarts, L’Oie oraz Sainte-Florence. Siedzibą gminy została miejscowość Les Essarts.